# Свирчевский, Владимир Степанович
Владимир Степанович Свирчевский (28 января 1920 — 2 мая 1985) — командир звена 11-го отдельного разведывательного авиационного полка 3-й воздушной армии Калининского фронта, гвардии старший лейтенант, Герой Советского Союза.

## Биография
Родился 28 января 1920 года в городе Краматорске, Бахмутского района, Донецкой губернии (ныне — Донецкой области Украины). Работал техником-термистом на заводе. С 1939 года в Красной Армии. Участник Великой Отечественной войны с июня 1941 года.
К лету 1943 года совершил сто тридцать пять успешных боевых вылетов в глубокий тыл противника на разведку важных объектов. 24 августа 1943 года за образцовое выполнение боевых заданий командования и проявленные при этом мужество и героизм старшему лейтенанту Свирчевскому Владимиру Степановичу присвоено звание Героя Советского Союза с вручением ордена Ленина и медали «Золотая Звезда».
После войны продолжал службу в ВВС СССР. С 1959 года полковник Свирчевский в запасе. Жил и работал в Харькове. Скончался 2 мая 1985 года. Похоронен на городском кладбище №2.

## Память
По месту последнего жительства Свирчевского на доме № 16 по Харьковской набережной установлена мемориальная доска.
Имя Свирчевского присутствует на стеле монумента «Твоим освободителям, Донбасс» среди других уроженцев региона — Героев Советского Союза и полных кавалеров ордена Славы.